# Mantón de Manila

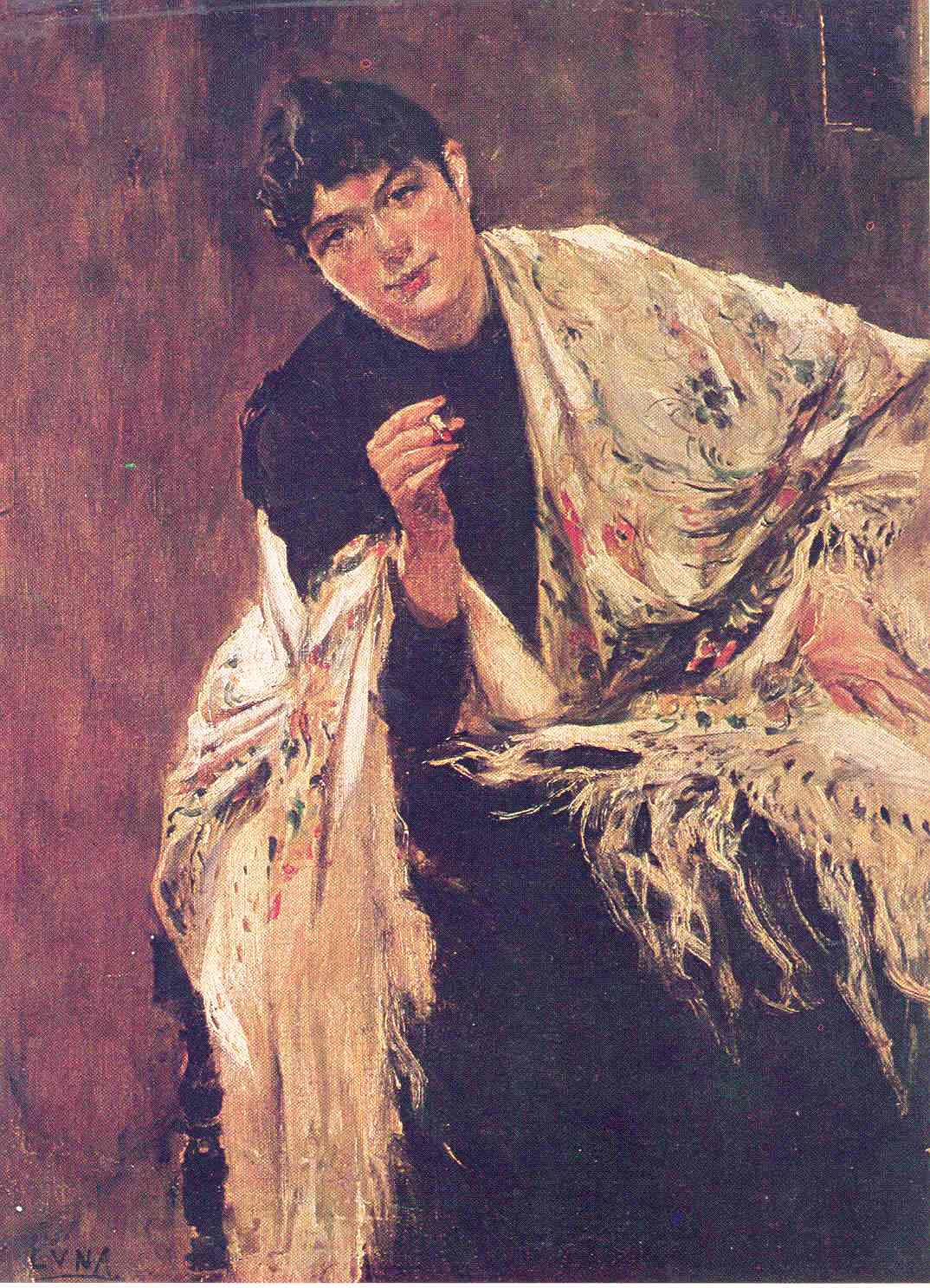
Chula, mujer con mantón de Manila, por el pintor filipino Juan Luna, hacia 1895.

El mantón de Manila es un lienzo cuadrado de seda decorado en colores vivos con flores, pájaros o fantasías, y rematado en todo su perímetro por flecos. De origen chino, se hizo muy popular desde mediados del siglo XIX en España e Hispanoamérica como complemento del vestuario femenino. Fue inmortalizado por pintores como Joaquín Sorolla, Hermen Anglada Camarasa, Ramón Casas o Julio Romero de Torres. 
En la cultura tradicional del vestido femenino, el mantón de Manila se asocia a la mujer andaluza, la manola madrileña, el casticismo en la geografía universal de influencia hispana, el flamenco y la elegancia de corte exótico.

## Historia
Prenda original de la China, en el Extremo Oriente, tomó sin embargo su nombre de la capital de Filipinas (Manila), antiguo territorio del Imperio Español y origen de las rutas comerciales marítimas durante la época imperial española. Los «mantones de Manila» —que se hacían en la provincia de Cantón pero llegaban a España a través de Filipinas y México—, hicieron populares los bordados orientales entre los españoles.
Algunas fuentes fijan su origen durante la dinastía Tang China —año 600 d. C.—, hipótesis sustentada en el hecho de que fuesen los chinos los descubridores de la seda y los primeros en bordar con hilo de seda. La más antigua muestra de bordado chino se ha encontrado en una tumba de la dinastía Zhou —siglo VI a. C.—.
También hay varias versiones de la llegada del mantón de manila a España, una de las más notables es la de Benito Pérez Galdós, que establece su llegada como una pieza comercial que era aceptada por las mujeres más destacadas de la época en la capital y sitúa como autora de este a una persona de origen chino llamada "Ayún" en una de sus populares novelas Fortunata y Jacinta.

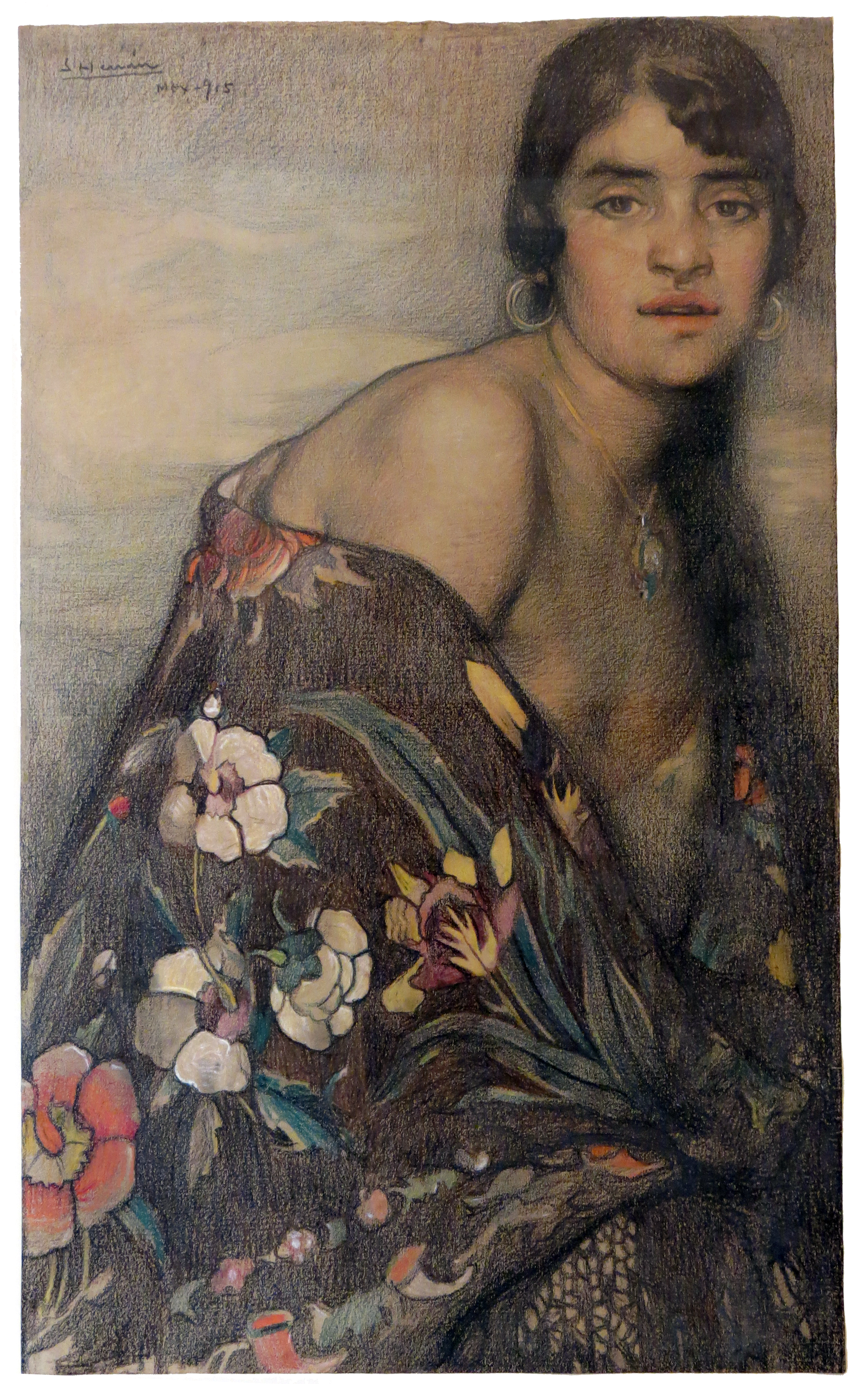
La Criolla del Mantón (hacia 1910), óleo del pintor mexicano Saturnino Herrán en el Museo de Aguascalientes.

### La versión de Galdós

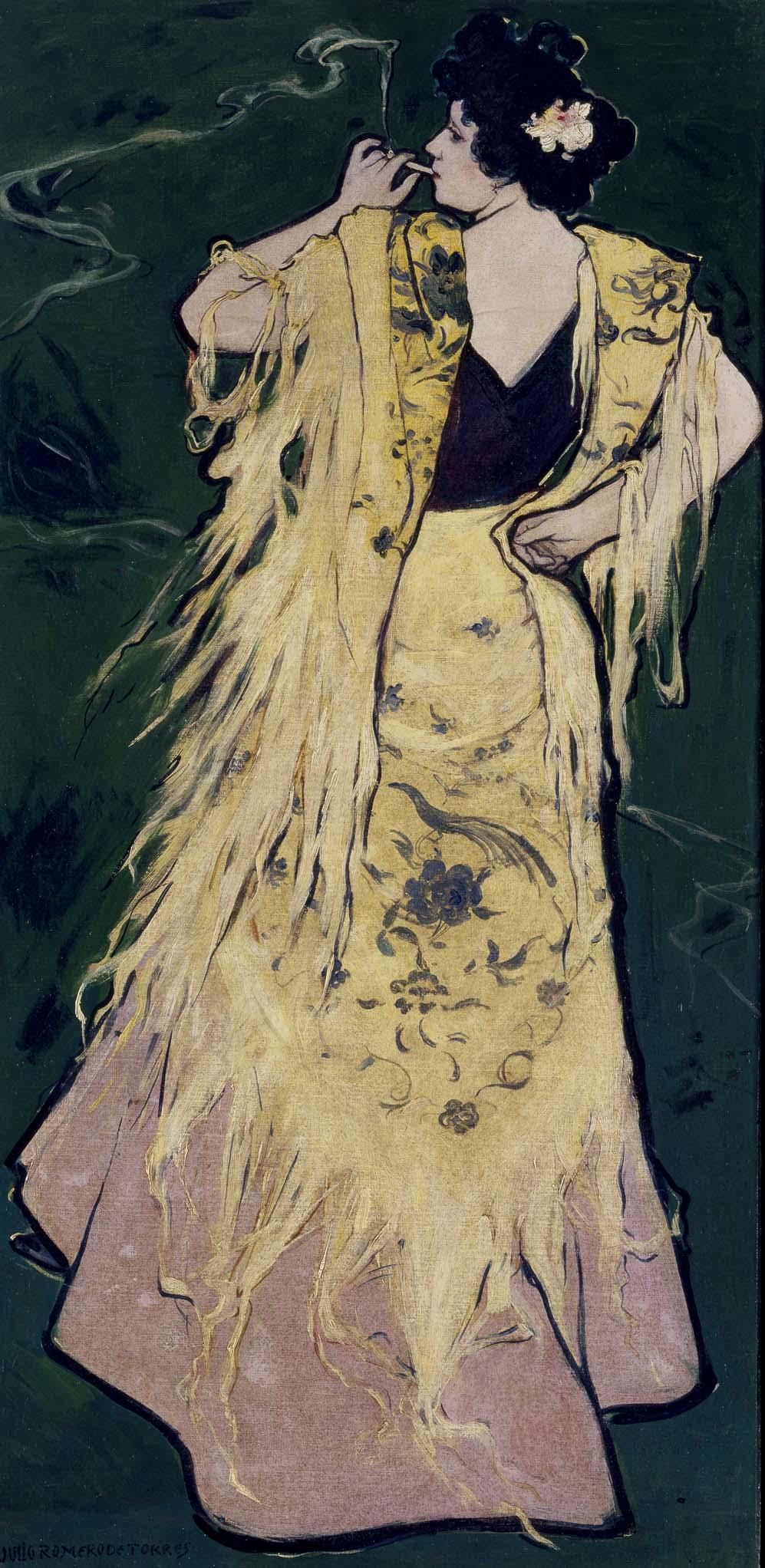
Manola por Julio Romero de Torres (hacia 1900). Museo Reina Sofía.

El escritor canario Benito Pérez Galdós, en su novela Fortunata y Jacinta, hace una interesante exposición sobre la historia del mantón de Manila (según él creación del chino “Ayún”) y su relación con el comercio en la capital de España.

"(Ayún) ...es el ingenio bordador de los pañuelos de Manila, el inventor del tipo de rameado más vistoso y elegante, el poeta fecundísimo de esos madrigales de crespón compuestos con flores y rimados con pájaros. A este ilustre chino deben las españolas el hermosísimo y característico chal que tanto favorece su belleza, el mantón de Manila, al mismo tiempo señoril y popular, pues lo han llevado en sus hombros la gran señora y la gitana. Envolverse en él es como vestirse con un cuadro. La industria moderna no inventará nada que iguale a la ingenua poesía del mantón, salpicado de flores, flexible, pegadizo y mate, con aquel fleco que tiene algo de los enredos del sueño y aquella brillantez de color que iluminaba las muchedumbres en los tiempos en que su uso era general. Esta prenda hermosa se va desterrando, y sólo el pueblo la conserva con admirable instinto. Lo saca de las arcas en las grandes épocas de la vida, en los bautizos y en las bodas, como se da al viento un himno de alegría en el cual hay una estrofa para la patria. El mantón sería una prenda vulgar si tuviera la ciencia del diseño; no lo es por conservar el carácter de las artes primitivas y populares; es como la leyenda, como los cuentos de la infancia, candoroso y rico de color, fácilmente comprensible y refractario a los cambios de la moda."
Benito Pérez Galdós, Fortunata y Jacinta (Parte Primera. Capítulo II.2; pág. 127 y 128), ed. 1984.)

Poco más adelante, en este mismo capítulo (subtitulado Vistazo histórico sobre el comercio matritense), Galdos, siguiendo con las maravillas textiles de los chinos “Ayun”, “Senquá” y “King-Cheong”, explica el hundimiento de la pañolería y los artículos asiáticos por la vía de la Compañía de Filipinas, suplantados en España por la moda 'seria' importada de París y Londres. Y lo cuenta así:

"Las comunicaciones rápidas nos trajeron mensajeros de la potente industria belga, francesa e inglesa, que necesitaban mercados. (...) Al propio tiempo arramblaban por los espléndidos pañuelos de Manila, que habían ido descendiendo hasta las gitanas. También se dejó sentir aquí, como en todas partes, el efecto de otro fenómeno comercial, hijo del progreso. Refiérome a los grandes acaparamientos del comercio inglés, debidos al desarrollo de su inmensa marina. Esta influencia se manifestó bien pronto en aquellos humildes rincones de la calle de Postas por la depreciación súbita del género de la China. (...) Al fundar los ingleses el gran depósito comercial de Singapore, monopolizaron el tráfico del Asia y arruinaron el comercio que hacíamos por la vía de Cádiz y cabo de Buena Esperanza con aquellas apartadas regiones. Ayún y Senquá dejaron de ser nuestros mejores amigos, y se hicieron amigos de los ingleses. El sucesor de estos artistas, el fecundo e inspirado King-Cheong se cartea en inglés con nuestros comerciantes y da sus precios en libras esterlinas. Desde que Singapore apareció en la geografía práctica, el género de Cantón y Shangai dejó de venir en aquellas pesadas fragatonas de los armadores de Cádiz, los Fernández de Castro, los Cuesta, los Rubio; y la dilatada travesía del Cabo pasó a la historia como apéndice de los fabulosos trabajos de Vasco de Gama y de Alburquerque. La vía nueva trazáronla los vapores ingleses combinados con el ferrocarril de Suez."
Benito Pérez Galdós, Fortunata y Jacinta (Parte Primera. Capítulo II.5; pág. 151 y 152, ed. 1984.)

## Fábrica, uso y conservación

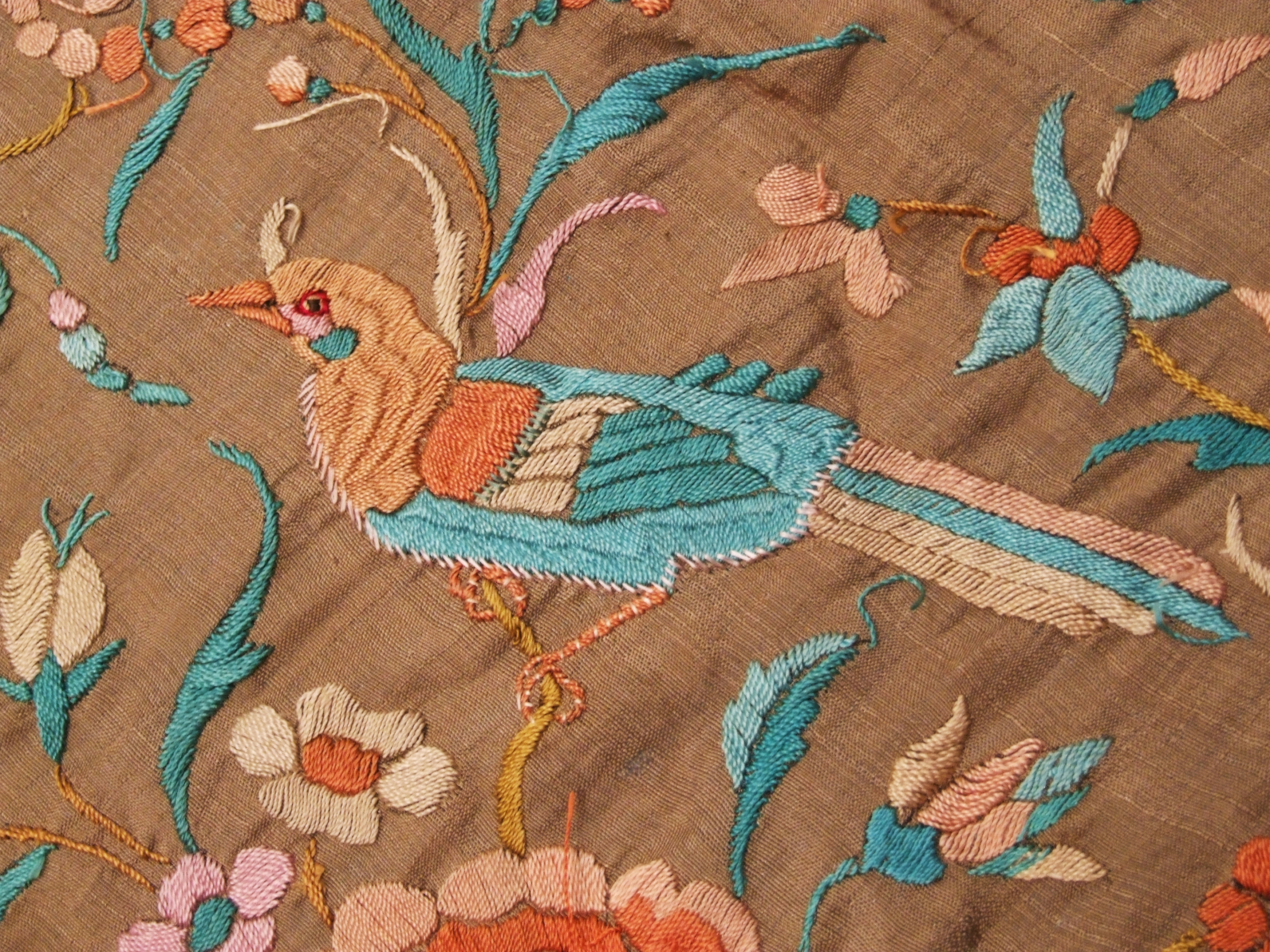
Motivos bordados en un mantón de Manila de principios del

El mantón de Manila se realizaba en seda cosido con hilos también de seda. De forma cuadrada y gran tamaño, urdido en colores variados, 
siendo los más clásicos el negro y el marfil. Antes de trabajar la pieza, se realizaba el dibujo sobre un papel y se perforaba; luego se marcaban con tizas las plantillas perforadas, dejando la marca en la tela que pasaba al bastidor para proceder a bordarlo. La técnica más habitual era el bordado a matiz o «acu pictae» (pintura de aguja), y dentro de ella la de bordado plano, con puntos de matiz chino, pasado plano y cordoncillo. La obra se cerraba con la colocación de los flecos o "flecado" realizado también con hilo de seda y técnica de macramé. El flecado —un dibujo a base de nudos, formados manualmente— constituye una de las labores textiles más complejas y vistosas.
Para que tras su largo viaje el mantón llegara a los puertos de destino en óptimas condiciones se idearon y fabricaron en Filipinas unos estuches de embalaje especiales: cajas cuadrangulares de madera lacada y dorada, decoradas con incrustaciones de madreperla y motivos chinescos. En su interior contenían a su vez otra caja de 
cartón entelado en la que se plegaba una única pieza. 

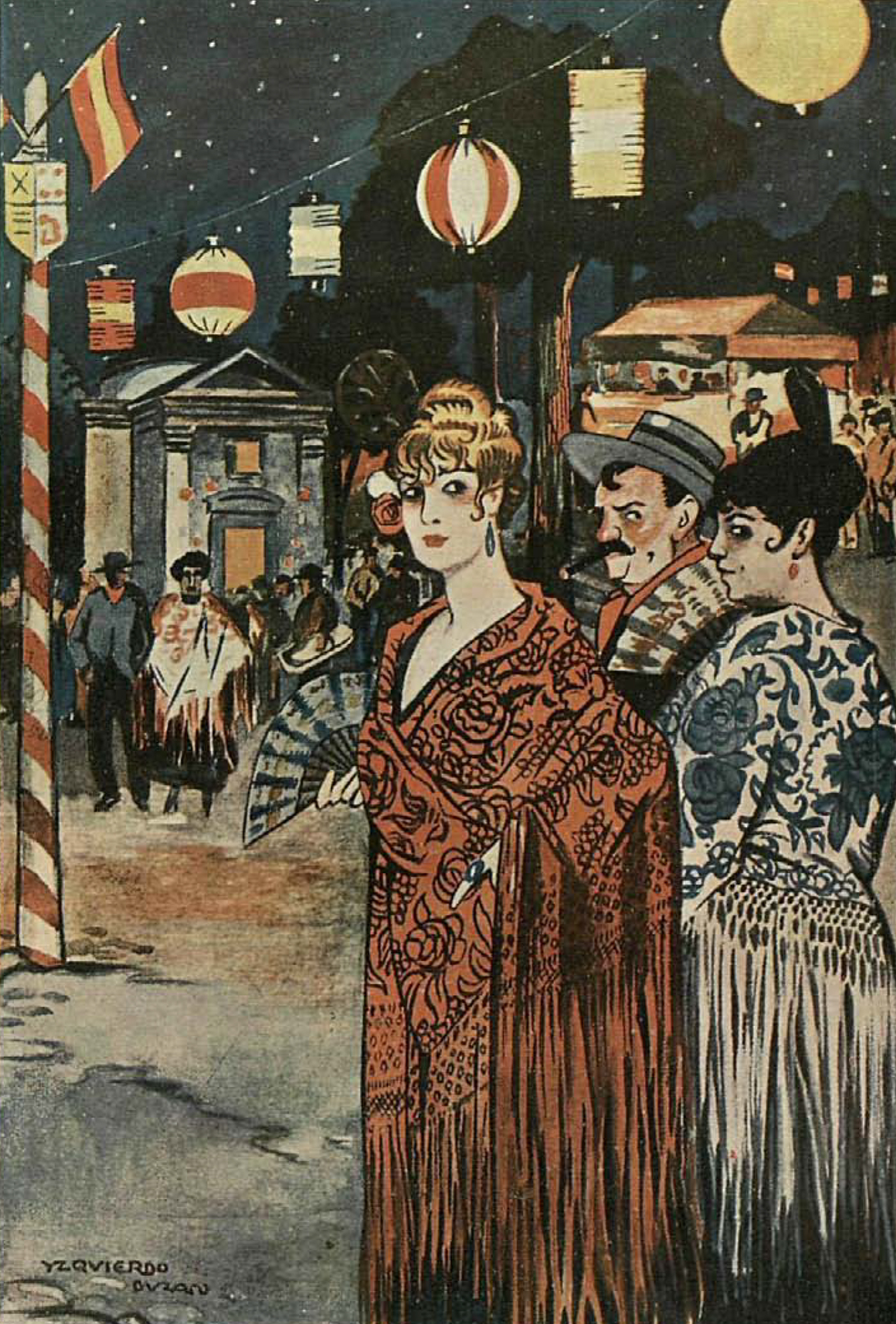
Mujeres con mantones en una verbena madrileña (Gran Vida, 1917)

Por lo general, el mantón de Manila, como ocurre con toquillas, manteos y chales, se lleva sobre los hombros, doblado en sentido diagonal formando un triángulo y sus dimensiones varían ligeramente pero siempre deberán cubrir la espalda, alcanzando los extremos la punta de los dedos de cada mano con los brazos abiertos perpendicularmente al tronco. También suele llevarse anudado a un lado, a la altura de las caderas.
Para su almacenamiento, los mantones requieren un experto sistema de doblado, pero si se desconoce, pueden quedar colgados de una percha y cubiertos con una funda o, simplemente guardados en un cajón sin doblar (basta con dejados caer y cambiarlos de posición de vez en cuando). En caso de necesidad o para realzar el bordado, el mantón se puede planchar del revés con la plancha de vapor. También existen tubos acolchados de conservación donde el mantón queda enrollado entre dos telas de algodón de tamaño mayor, para evitar que el polvo acidifique la prenda.

## En el flamenco

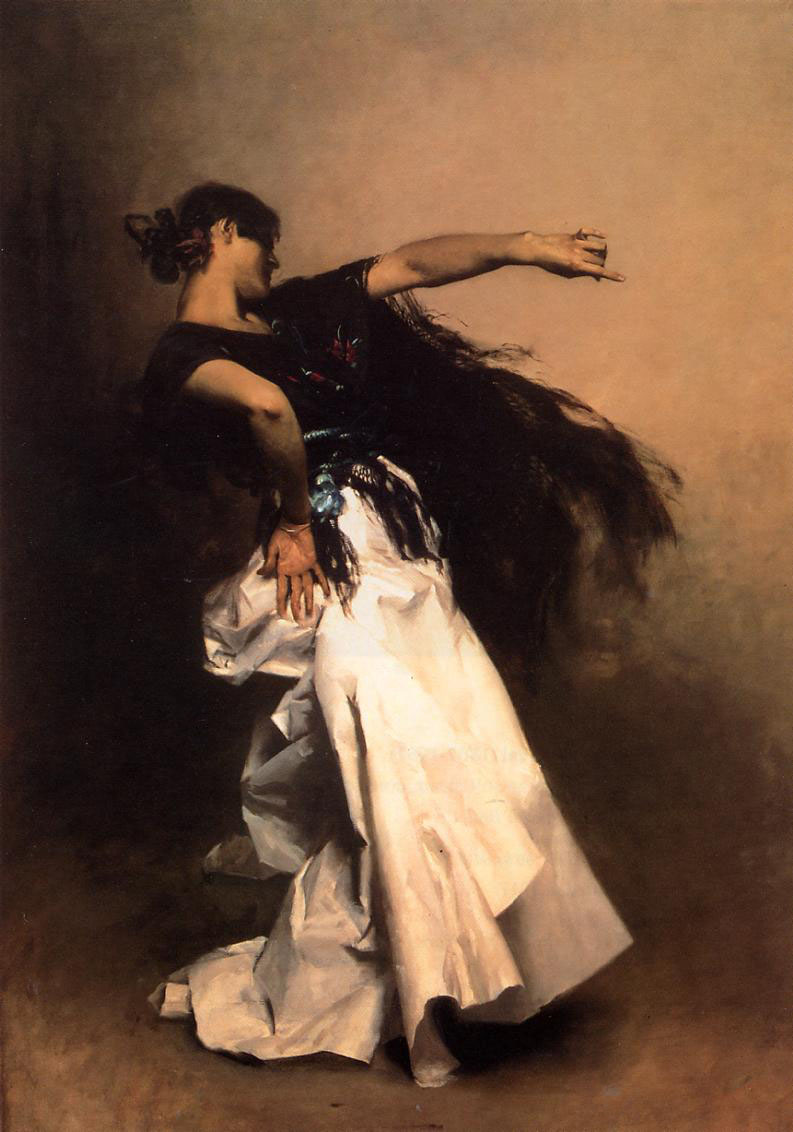
Bailaora con mantón, óleo de John Singer Sargent.

Cuando en la primera mitad del siglo XIX, la poderosa industrial textil inglesa y las modas europeas impusieron sus tonos grises y opacos en el vestido femenino, el mantón de Manila, caído en desgracia entre la burguesía fue descendiendo estratos sociales hasta refugiarse en el casticismo de las manolas madrileñas y la mujer de las castas gitanas más de la mayoría de las capitales españolas. Su presencia en la ceremonia del baile flamenco es uno de los principales recursos de la gracia de la "bailaora", además de un atributo femenino rico en simbolismo.

## En la zarzuela
El estreno de La verbena de la Paloma el 17 de febrero de 1894 en el Teatro Apolo de Madrid, con libreto de Ricardo de la Vega y partitura del Maestro Chapí, terminada por Tomás Bretón, le dedicó al mantón de Manila de las chulapas de la capital de España, dos de las coplillas más populares de la historia de la Zarzuela, como el dúo de Julián y Susana:

(canta JULIÁN) 
¿Dónde vas con mantón de Manila? 
¿Dónde vas con vestido chinés? 
(responde SUSANA)
A lucirme y a ver la verbena, 
y a meterme en la cama después.
Ricardo de la Vega

Otro pasaje también muy popular es el coro de chulapos y chulapas que dice: 

Por ser la Virgen de la Paloma, 
un mantón de la China-na, China-na, China-na,
un mantón de la China-na te voy a regalar.

### Leyendas
En Ramales de la Victoria se celebra durante el mes de julio la Verbena del Mantón, rememorando la leyenda de la batalla de Ramales de 1839, cuando el general Maroto y su partida carlista en su huida dejaron olvidado un baúl lleno de mantones, tesoro que Baldomero Espartero repartió entre las mujeres que al recibirle celebraban su victoria.